# Afonso Pena nemzetközi repülőtér
Az Afonso Pena nemzetközi repülőtér egy nemzetközi repülőtér (IATA: CWB, ICAO: SBCT) Brazíliában, São José dos Pinhais közelében. Éves utasforgalma 4 930 211 fő (2022).

## Kifutópályák
A repülőtér futópályái:
- 15/33 (2218 m, 45 m, aszfalt)

## Forgalom
Az utasforgalom az elmúlt években az alábbi módon változott:
| Utasok száma | 2 503 723 | 2 681 678 | 3 200 535 | 3 854 084 | 5 902 009 | 6 994 059 | 7 226 460 | 6 665 944 | 2 508 359 | 4 930 211 |
|              | 2000      | 2002      | 2005      | 2007      | 2010      | 2012      | 2015      | 2017      | 2020      | 2022      |

## Légitársaságok és úticélok
2025-ben az Afonso Pena nemzetközi repülőtérről az alábbi járatok indulnak (Utoljára frissítve: 2025-02-18):

### Személy
| Légitársaság            | Célállomások |
| ----------------------- | --- |
| Aerolíneas Argentinas   | Buenos Aires–Aeroparque |
| Azul Brazilian Airlines | Asunción, Belo Horizonte–Confins, Campinas, Campo Grande, Cascavel, Florianópolis, Foz do Iguaçu, Guarapuava (kezdődik 2025 március 10-től), Londrina, Maringá, Montevideo, Pato Branco, Porto Alegre, Rio de Janeiro–Galeão, São Paulo–Congonhas, São Paulo–Guarulhos Szezonális: Recife |
| Azul Conecta            | Guaíra, Telêmaco Borba, Umuarama, União da Vitória |
| Gol Linhas Aéreas       | Belo Horizonte–Confins, Brasília, Maringá, Rio de Janeiro–Galeão, Salvador da Bahia, São Paulo–Congonhas, São Paulo–Guarulhos |
| JetSmart Chile          | Szezonális: Santiago de Chile |
| LATAM Brasil            | Brasília, Foz do Iguaçu, Porto Alegre, São Paulo–Congonhas, São Paulo–Guarulhos |
| LATAM Chile             | Santiago de Chile |
| LATAM Perú              | Lima |

### Cargo
| Légitársaság        | Célállomások                                            |
| ------------------- | ------------------------------------------------------- |
| Avianca Cargo       | Campinas                                                |
| Cargolux            | Luxembourg                                              |
| Cargolux Italia     | Milan-Malpensa                                          |
| LATAM Cargo Brasil  | Miami                                                   |
| LATAM Cargo Chile   | Santiago de Chile                                       |
| Lufthansa Cargo     | Campinas, Frankfurt, Recife                             |
| Total Linhas Aéreas | Florianópolis, São Paulo-Guarulhos nemzetközi repülőtér |